# Tocá Rufar

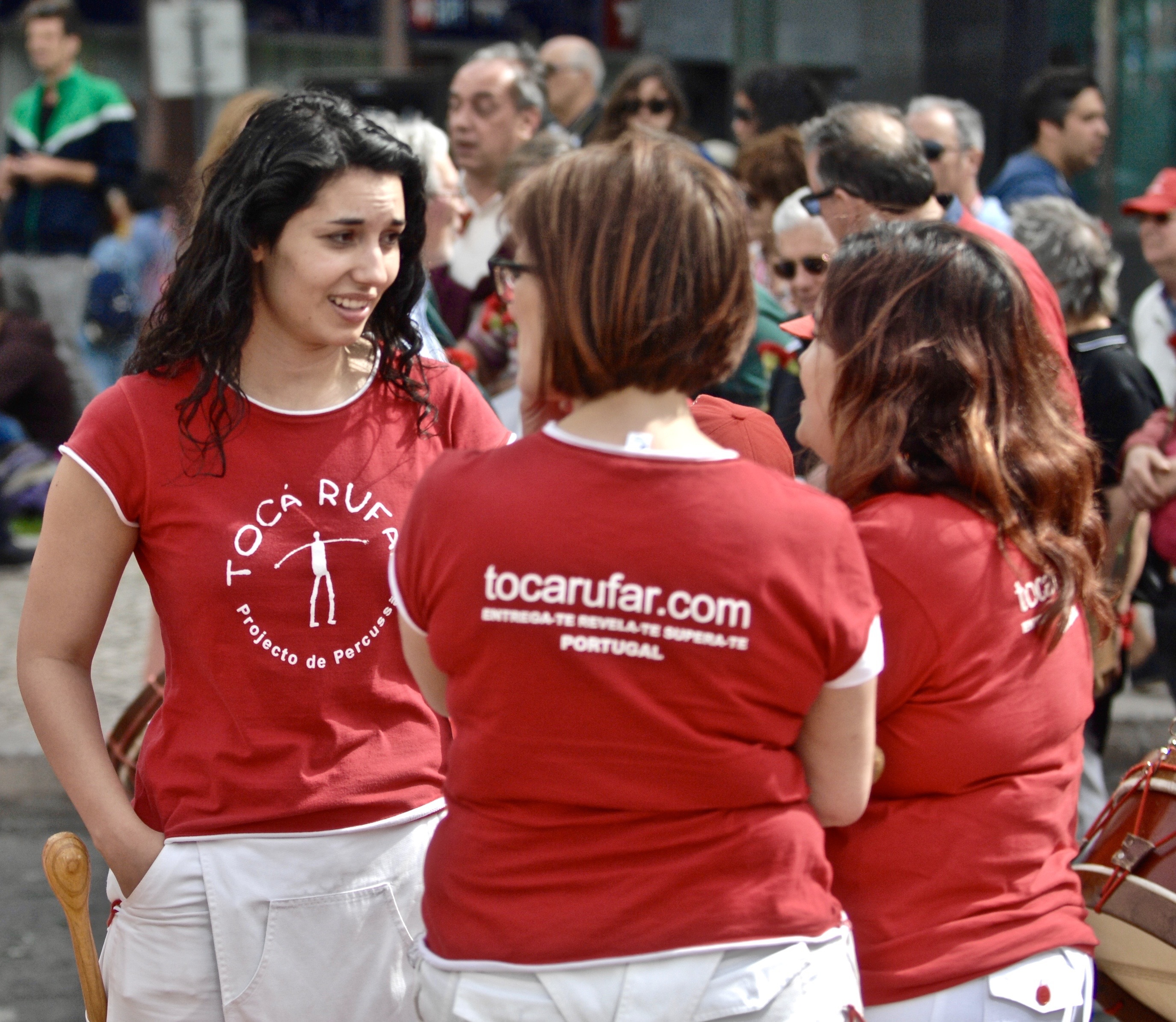

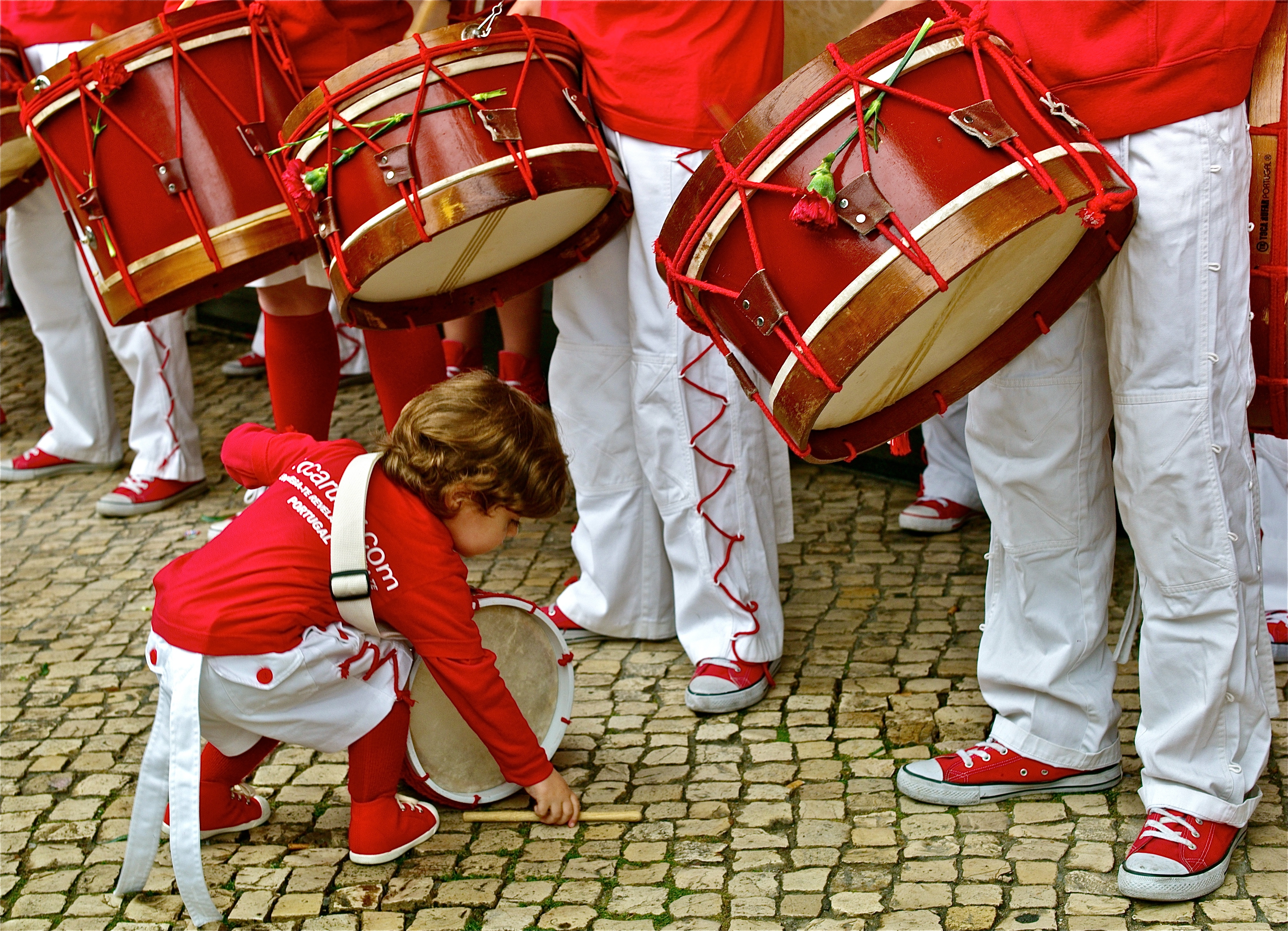

O Tocá Rufar nasceu em 1996 a partir de um convite da Expo’98 dirigido a Rui Júnior para a concepção de um espectáculo de percussão baseado na rítmica tradicional Portuguesa que conseguiu emocionar um público de muitos milhares de pessoas. Ao seu criador juntam-se Mário Santos, Fernando Molina e Sandra Guerreiro que constituem o âmago do Projecto.
Dada a importância que adquiriu ao assumir-se como um projecto sem fins lucrativos e de inegável valor educativo foi-lhe atribuído pelo Ministério da Cultura o Estatuto de Projecto de Interesse Cultural e o mesmo foi escolhido para representar Lisboa no encontro das Cidades Educadoras em 1999 e galardoado com o prémio de Qualidade pelo Programa Educativo Nacional em 2001.
Em 1999 constitui-se como Associação – A.D.A.T. – Associação dos Amigos do Tocá Rufar devido à necessidade de disponibilizar aos inúmeros interessados a possibilidade de formação artística. Continuando até hoje a desenvolver o potencial artístico dos jovens inscritos, a A.D.A.T extravasa o seu propósito inicial como Associação, respondendo por uma orquestra de percussão, uma companhia de música e pelo desenvolvimento de oficina de percussão em todo o país continuando a atrair crianças, jovens e adultos, realizando parcerias com diversas instituições públicas e privadas, companhias profissionais, artístas, grupos comunitários, crianças com necessidades especiais e escolas oficiais.
O inegável impacto que este Projecto tem tido a nível Nacional, com o nascimento de mais de 15 orquestras similares, levou à sua projecção a nível internacional tendo sido agraciado com o Visiting Arts and Calouste Gulbenkian Foundation’s Portuguese Performing Arts Awards em 2003, realizando intercâmbios juvenis e participando em inúmeros seminários e encontros internacionais. O seu reconhecimento a nível internacional passa igualmente por actuações e representações em países como a Alemanha, Brasil, Coreia do Sul, Espanha, E.U.A., França, Japão, Macau (China) e Reino Unido.
O interesse pedagógico e cultural do Projecto Tocá Rufar revê-se igualmente nas oficinas de percussão ministradas a nível nacional e internacional e suportadas por uma estrutura quase auto-suficiente mas que já criou estruturas sólidas de ensino e divulgação da percussão portuguesa.
O trabalho intenso, a disciplina e a motivação têm garantido a continuidade e o sucesso do Tocá Rufar uma vez que não existe qualquer tipo de apoio institucional salvo os Protocolos assinados com as Autarquias do Seixal e do Fundão para a realização regular de oficinas. A sustentação do Projecto assenta nas actuações da Orquestra e da Companhia de Música através da crescente notoriedade, mérito e consequente solicitação. Envolve uma equipa profissional e motivada de 10 elementos na gestão do Projecto, uma Orquestra de aproximadamente 150 elementos participantes e a Companhia de Música com 12 elementos activos.
A manifesta simpatia que o Projecto despoleta tem levado à realização de reportagens de interesse cultural e pedagógico bem como à escolha do mesmo para a realização de estudos sociológicos e teses de mestrado em diversas àreas académicas.
Actualmente o Tocá Rufar conta com mais de 8000 associados das mais diversas áreas sociais, culturais e étnicas, realizou perto de 4000 oficinas de percussão e um número superior a 700 actuações. O motor do projecto é pois, uma ideologia baseada nos valores sociais de respeito pelo próximo que conduz inevitavelmente a uma melhor cidadania.
A Orquestra tem sido constantemente solicitada a colaborar com artistas, grupos e entidades de renome das mais diversas áreas musicais como Gilberto Gil, Fafá de Belém; na ante estreia dos ’Stomp’ no CCB; na gravação ao vivo do CD ‘Dança Chamas’ dos Gaiteiros de Lisboa; com José Mário Branco e Amélia Muge no espectáculo ‘Margens da Alegria’. Na área do bailado saliente-se a colaboração com o Ballet Gulbenkian interpretando ao vivo a peça ‘See Under X’ em estreia mundial (Portugal e E.U.A.).
E o Tocá Rufar não deixa de olhar o futuro e de dar passos, pequenos mas seguros, para a criação de uma fundação com ensino profissional e de qualidade onde se valorize o crescimento de cada indivíduo para se tornar mais flexivel, aberto e criativo num equilibrio entre segurança e desafio, criando a consciência e o apreço pela diversidade cultural e individual.